# Last Kiss (film)
Pour les articles homonymes, voir Last Kiss.
Pour plus de détails, voir Fiche technique et Distribution.
Last Kiss ou Le dernier baiser au Québec (The Last Kiss) est un film américain de Tony Goldwyn, sorti en 2006.
C'est un remake du film italien Juste un baiser (L'ultimo bacio) (2001) de Gabriele Muccino.

## Synopsis
Michael, Chris, Izzy, Kenny et Marc sont amis d'enfance, et ont chacun une vie sentimentale à gérer : alors que Marc se marie, Izzy vit mal sa dernière rupture, Chris s'entend mal avec son épouse depuis la naissance de son fils, Kenny, apollon à la "Jim Morrison", rencontre peut-être la femme de ses rêves, et enfin Michael, en couple avec Jenna, meurt de peur à l'idée qu'être père ne trace cruellement son destin. Au même moment, les parents de Jenna vivent de plus en plus mal leur vie à deux.
Tous ces personnages vont suivre chacun des histoires différentes, dans un décor contemporain.

## Fiche technique
Sauf indication contraire, les informations mentionnées dans cette section peuvent être confirmées par les bases de données cinématographiques IMDb et Allociné,  présentes dans la section « Liens externes ».
- Titre original : The Last Kiss
- Titre français : Last Kiss
- Titre québécois : Le dernier baiser[1]
- Réalisation : Tony Goldwyn
- Scénario : Paul Haggis, d'après le scénario de Gabriele Muccino
- Musique : Michael Penn
- Direction artistique : Gilles Aird
- Décors : Dan Leigh
- Costumes : Odette Gadoury
- Photographie : Tom Stern
- Son : Peter Germansen, David Giammarco, Gregory H. Watkins
- Montage : Lisa Zeno Churgin
- Production : Andre Lamal, Gary Lucchesi (en), Tom Rosenberg et Marcus Viscidi
  - Production déléguée : Terry McKay, Gabriele Muccino, Eric Reid et Harley Tannenbaum
  - Coproduction : Guendalina Ponti
- Sociétés de production : Lakeshore Entertainment, Dreamworks Pictures et Mel's Cite du Cinema (scènes sonores)
- Sociétés de distribution : Paramount Pictures (États-Unis, Québec) ; SND Films (France) ; Paradiso Entertainment (Belgique)[2]
- Budget : 20 millions USD[3],[4]
- Pays de production :  États-Unis[5]
- Langue originale : anglais
- Format : couleur (Technicolor) — 35 mm — 2,35:1 (Panavision) — son DTS / Dolby Digital / SDDS
- Genre : comédie, drame, romance
- Durée : 115 minutes
- Dates de sortie[6] :
  - France : 10 septembre 2006 (Festival du cinéma américain de Deauville) ; 25 octobre 2006 (sortie nationale)[7]
  - États-Unis, Québec : 15 septembre 2006[1]
  - Belgique : 8 novembre 2006[8]
- Classification[9] :
  - États-Unis : les enfants de moins de 17 ans doivent être accompagnés d'un adulte (R – Restricted)[N 1]
  - France : tous publics[10]
  - Belgique : tous publics (Alle Leeftijden)[8]
  - Québec : 13 ans et plus (13+ / 13 years and over)[1]

## Distribution

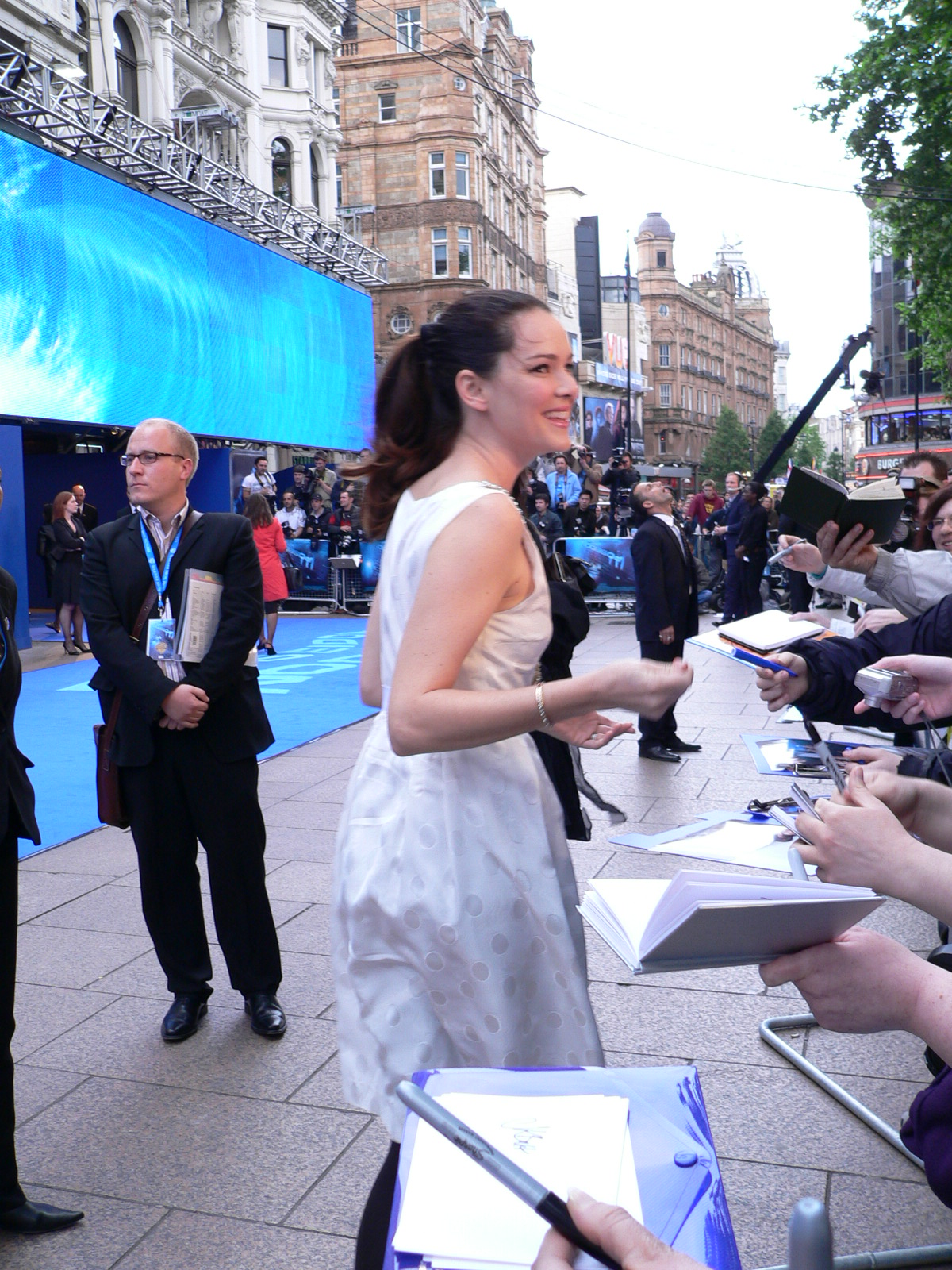
L'actrice principale Jacinda Barrett en mai 2006.

Légende : Version Française faite en Belgique (VFB) ; Version Québécoise (VQ).
- Zach Braff (VFB : Laurent Vernin ; VQ : Guillaume Champoux) : Michael
- Jacinda Barrett (VFB : Sophie Landresse ; VQ : Aline Pinsonneault) : Jenna
- Casey Affleck (VFB : Alexandre Crépet ; VQ : Renaud Paradis) : Chris
- Rachel Bilson (VFB : Fanny Roy ; VQ : Karine Vanasse): Kim
- Michael Weston (VFB : Frederik Haùgness ; VQ : Patrice Dubois) : Izzy
- Eric Christian Olsen (VFB : Mathieu Moreau ; VQ : Nicolas Charbonneaux-Collombet) : Kenny
- Marley Shelton (VQ : Geneviève Désilets) : Ariana
- Lauren Lee Smith (VFB : Maia Baran ; VQ : Mélanie Laberge) : Lisa
- Harold Ramis : Professeur Bowler
- Blythe Danner (VFB : Stéphane Excoffier ; VQ : Élizabeth Lesieur) : Anna
- Tom Wilkinson (VFB : Robert Guilmard ; VQ : André Montmorency) : Stephen
- David Haydn-Jones : Mark
- Cindy Sampson : Danielle
- Lisa Mackay : Stripper #1
- Patricia Stasiak : Stripper #2
- Mark Walker : Père de Mark
- Erika Rosenbaum : Eva
- Alexis et Olivier Legault : Matty

## Production

### Bande originale
1. Snow Patrol, Chocolate
2. Joshua Radin, Star Mile
3. Turin Brakes, Pain Killer
4. Coldplay, Warning Sign
5. Cary Brothers, Ride
6. Athlete, El Salvador
7. Imogen Heap, Hide And Seek
8. Rachael Yamagata, Reason Why
9. Ray LaMontagne, Hold You In My Arms
10. Remy Zero, Prophecy
11. Fiona Apple, Paper Bag
12. Aimee Mann, Today's The Day
13. Amos Lee, Arms of a Woman
14. Rufus Wainwright, Cigarettes and Chocolate Milk (Reprise)
15. Joshua Radin and Schuyler Fisk, Paperweight

## Distinctions

### Récompense
- AARP Movies for Grownups Awards : meilleure histoire d'amour d'adulte pour Blythe Danner et Tom Wilkinson

### Nominations
- Satellite Awards 2006 : meilleure actrice dans un second rôle pour Blythe Danner
- Australian Film Institute 2007 : meilleure actrice pour Jacinda Barrett
- Teen Choice Awards 2007 :
  - Meilleur film de comédie romantique destiné aux jeunes femmes
  - Meilleure révélation féminine de l'année pour Rachel Bilson

### Sélections
- Festival du cinéma américain de Deauville 2006 : premières - hors compétition

## Éditions en vidéo
- En France, le film Last Kiss est sorti en DVD le 6 juin 2007[14]. Par la suite, le film est sorti en VOD le 25 juillet 2015[7].
- Au Québec, le film est sorti en DVD / Blu-ray le 26 décembre 2006[11].

## Autour du film
Cary Brothers, Remy Zero et Coldplay sont aussi dans la bande son de Garden State, autre film avec Zach Braff.